# قاي غيليت
قاي غيليت (بالإنجليزية: Guy Gillette)‏ هو مصور أمريكي، ولد في 22 أكتوبر 1922 في منيابولس في الولايات المتحدة، وتوفي في 19 أغسطس 2013.